# Euglossa urarina
Euglossa urarina là một loài Hymenoptera trong họ Apidae. Loài này được Hinojosa-Díaz & Engel mô tả khoa học năm 2007.